# Lička Jesenica
 Lička Jesenica  falu Horvátországban, Károlyváros megyében. Közigazgatásilag Saborskóhoz tartozik.

## Fekvése
Károlyvárostól 56 km-re délre, községközpontjától 3 km-re északnyugatra, a 42-es főút mellett fekszik.

## Története
Jeszenice vára valószínűleg a 15. század végén, vagy a 16. század elején épült, mivel sem a Frangepánok 1449-es birtokmegosztásakor, sem az 1486-ban kiadott modrusi urbáriumban nem említik. Ez a terület ebben az időben már a Frangepánok uralta Modrus vármegyéhez tartozott. A jeszenicei jobbágyok az adófizetés mellett szükség esetén lovas katonai szolgálattal is tartoztak. A várat csak 1544-ben a Frangepánok várai között említik meg először. 1553-ban Ungnád János a délvidék katonai parancsnoka jelentést tett a királynak a délvidéki várak állapotáról, egyúttal pénzt kért felújításukra, őrséggel és korszerű fegyverekkel való ellátásukra. A végvidéki várak közül Licska Jeszenica, Modrus és Ogulin várait találta a legfontosabbaknak, melyek építési munkálatira 500 forintot kért. Ezután a várat javították és őrség elhelyezésére alkalmassá tették. 1563-ban királyi parancsra egy bizottság újra végigjárta a horvát határvidék várait. A bihácsi várkapitány alá tartozó Jeszenicának ekkor negyven fős királyi helyőrsége volt. Falait alkalmasnak találták, de elrendelték a vár körüli árok megásatását, melybe a Jeszenica-patak vizét vezették. 1577-ben őrségét 35-ről 65-re emelték. Zenggből legénységet és fegyvert kapott és élelmiszer készletét is feltöltötték. Bár a várat a Zrínyiek és a Frangepánok is magukénak tekintették, visszaszerezni már nem tudták. Mindvégig királyi katonaság maradt benne. Amikor 1592-ben Bihács elesett a török portyázók Jeszenicéig törtek előre és az egész vidéket elpusztították.
Ezután a 17. század elejéig ez a térség lakatlan volt. 1609-ben a grazi haditanács engedélyezte a török által elfoglalt területről szerb pravoszláv lakosság letelepedését Plaski és Jesznica vidékére. A letelepedést Ferdinánd főherceg utasítására, Johann Gall ogulini kapitány engedélyezte. Az első betelepülőket több betelepülési hullám követte, mely lényegében 1645-re fejeződött be. Az újonnan érkezettek a vlach jog alapján biztosított kiváltságaik fejében katonáskodással tartoztak szolgálni. Felépítették plaski őrtornyát, megerősítették a védelmi létesítményeket, köztük Jeszenice várát is. Közben a török a vidéket többször is feldúlta. Az első betelepülők 1625-re elhagyták Jeszenicát, helyükre 1644-ben Korbáviából újabb szerbek érkeztek, akik a várat ismét újjáépítették. 1700-ban a török ismét elpusztította a vidéket, ezután Plaski területéről érkezett újabb szerb pravoszláv lakosság. 1715-ben a súlyos éhínség hatására ismét tömeges kivándorlás ment végbe. Jeszenicéből hat ház népessége és 18 katona távozott a Szerémségbe. 1746-ban a katonai határőrvidék átszervezéskor Jeszenice a z ogulini ezred plaski századának ellenőrzése alá került. A településen a katonai közigazgatás megszűntéig egy tiszt maradt és volt itt a katonaságnak egy gabonaraktára is. 1835-re Jeszenice vára miután már régóta nem javították teljesen lepusztult állapotba került. 1860-ban itt helyezték el a település első alapiskoláját, mely 1924-ig működött az épületben. Az iskola kiköltözése után a vár végleg romlásnak indult, anyagát a környékbeli lakosság építőanyagként használva teljesen széthordta. A szerbek lakta településnek 1857-ben 910, 1910-ben 1093 lakosa volt. Trianonig Modrus-Fiume vármegye Ogulini járásához tartozott. 1991 és 1995 között a Krajinai Szerb Köztársaság része volt. 1995 augusztusában a Vihar hadművelet idején lakosságának nagy része elmenekült. 2011-ben a falunak 102 lakosa volt.

## Lakosság
| Lakosság változása | Lakosság változása | Lakosság változása | Lakosság változása | Lakosság változása | Lakosság változása | Lakosság változása | Lakosság változása | Lakosság változása | Lakosság változása | Lakosság változása | Lakosság változása | Lakosság változása | Lakosság változása | Lakosság változása | Lakosság változása |
| ------------------ | ------------------ | ------------------ | ------------------ | ------------------ | ------------------ | ------------------ | ------------------ | ------------------ | ------------------ | ------------------ | ------------------ | ------------------ | ------------------ | ------------------ | ------------------ |
| 1857               | 1869               | 1880               | 1890               | 1900               | 1910               | 1921               | 1931               | 1948               | 1953               | 1961               | 1971               | 1981               | 1991               | 2001               | 2011               |
| 910                | 984                | 988                | 1087               | 1150               | 1093               | 998                | 1268               | 1002               | 972                | 817                | 717                | 553                | 444                | 119                | 102                |

## Nevezetességei
- Jeszenica vára, mely a Borik hegy északnyugati lejtőjének lábánál állt négyszög alaprajzú volt. A vár a Jeszenice folyó itteni átkelőjét ellenőrizte. Három oldalát a folyó kanyarulata fogta körbe, a negyedik oldalon, a vártól mintegy 70 méterrel keletebbre egy harántárkot húztak, mely egy víznyelőtől indulva a folyó főágába futott bele. Így támadás esetén az árkot vízzel áraszthatták el. A várnak két tornya volt, egy a keleti és egy a nyugati sarkon. A harántárok mentén két őrgórét is kialakítottak. Idővel, a Borik hegyen és a Sivnaka oldalába is őrgórékat emeltek, melyeket árkokkal kötöttek össze, amit az őrgórékból kiindulva ellenőriztek és védtek. A várat a két világháború között teljesen elbontották, 1924-ig még iskola működött benne. Mára semmi nem maradt belőle, a helyén egykori formájára sem utalnak a terep alakulatai.
- Szent Illés próféta tiszteletére szentelt pravoszláv temploma 1751-ben épült. A II. világháborúban gránáttalálat érte, de rögtön a háború után újjáépítették. Az 1970-es években a tetejét újították fel. Egyhajós épület félköríves szentélyzáródással. Harangtornya a homlokzat előtt áll, rajta keresztül van a templom bejárata.
- Védett építmény a jesenicai kőhíd,[4] mely a 19. század második felében épült azon a történelmi közlekedési úton, amely Ogulin, Plaški, Lička Jesenica és Drežnik településeit kötötte össze, és amely a 19. században összekötő út volt Louisiana útról Gomirjén, Ogulinon, Josipdolon és Rakovicán keresztül a török határig. A híd 19. század második fele kőhídépítésének kiváló minőségű példája.